# Schriftgießer

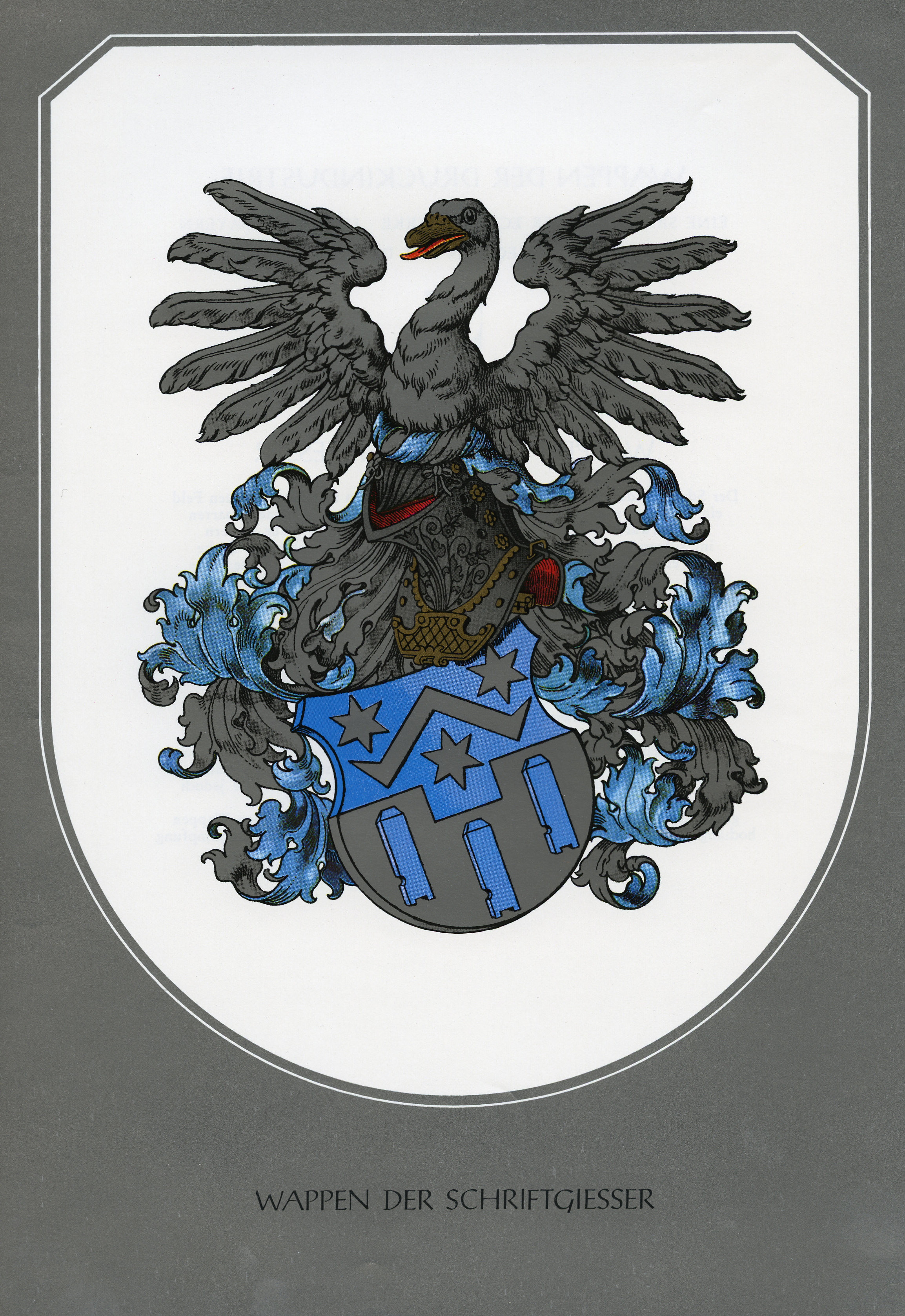
Wappen der Schriftgießer

Schriftgießer ist ein mittlerweile in Europa nahezu ausgestorbener Handwerksberuf. Aufgabe dieses Handwerks ist die Schriftgießerei, das ist die Herstellung von Lettern für den Handsatz.
Der Schriftgießer richtet eine Gießvorrichtung mit der Gussform (der „Mater“ für den eigentlichen Buchstaben) und dem Kanal für den Schaft ein und gießt sie anschließend wiederholt mit dem Satzmetall (meist Blei) aus. Die hohen Qualitätsanforderungen an das Endprodukt bedingen die erforderlichen handwerklichen Fähigkeiten:
- Für ein angenehmes und gut lesbares Schriftbild müssen alle Buchstaben exakt gleiche Höhen und Seitenabstände (Toleranzen weit unter einem Zehntelmillimeter) haben.
- Trotz unterschiedlicher Größen (und damit unterschiedlicher Schwundmaße nach dem Guss) müssen alle Typen gleich lang sein, sonst würden später einzelne Buchstaben verschwinden.
- Gussgrate würden ein Verkeilen und Verdrehen von Buchstaben verursachen.
- Unterschiedliche Schaftmaße würden dazu führen, dass Druckzeilen später nicht korrekt „ausgeschlossen“ (= Lücken durch Leertypen aufgefüllt) werden können; einzelne Buchstaben könnten verrutschen oder gar „aus dem Rahmen fallen“.

Mitte des 20. Jahrhunderts wurde der Handsatz für umfangreiche Werke (Bücher, Periodika) vom Maschinensatz verdrängt, bei dem ganze Schriftzeilen automatisch gegossen und nach dem Druck wieder eingeschmolzen werden. Noch bis Ende der 1980er Jahre wurden viele 'kleine' Druckwerke (z. B. Visitenkarten) per Handsatz hergestellt. Spätestens seit der Jahrtausendwende jedoch wurde dieser auch hier vom elektronischen oder Fotosatz verdrängt.

## Historische Literatur
- Hermann Hoffmann: Der Schriftgießer. Leipzig 1927.